# Fadenia
Fadenia (лат.) — вымерший род цельноголовых хрящевых рыб отряда евгенеодонтообразных. Окаменелости рода найдены в карбоновых отложениях Миссури (США), пермских отложениях Гренландии и в раннем триасе Британской Колумбии, Канада (формация Сулфур-Маунтин).

## Открытие и этимология
Первые окаменелости Fadenia были открыты и описаны в научном журнале «Связь в Гренландии» в 1932 году датским палеонтологом Эйгилем Нильсеном после изучения верхнепермских слоёв Кейп-Сточ во фьорде Годтабский залив, Земля короля Христиана X, Восточная Гренландия. Нильсен присоединился к трёхлетней экспедиции в Восточную Гренландию 1931-1934 гг, возглавляемой датским геологом и путешественником Лауге Кохом. В экспедиции также принимал участие ботаник Гуннар Сейденфаден, в честь которого и был назван род.

## Классификация
Fadenia относится к евгенеодонтообразным — вымершему отряду хрящевых рыб. Их характерным признаком является наличие зубных спиралей. В отряд включают геликоприона (Helicoprion), Ornithoprion, эдестуса (Edestus), Caseodus и других рыб. Fadenia — один из немногих евгенеодонтообразных, переживших пермско-триасовое вымирание и один из последних представителей отряда. В длину она могла достигать 1,5 м.